# جايسون ميلر
جايسون ميلر (بالإنجليزية: Jason Miller) (و. 1939 – 2001 م) هو ممثل، وكاتب مسرحي، وكاتِب، وممثل تعبيري، وكاتب سيناريو، من الولايات المتحدة الأمريكية، توفي في سكرانتون، عن عمر يناهز 62 عاماً بسبب نوبة قلبية.

## التعليم
تعلم في جامعة سكرانتون، والجامعة الكاثوليكية الأمريكية.

## جوائز وترشيحات
حصل على جوائز منها:
- جائزة بوليتزر عن فئة الدراما.

ترشح لـ:
- جائزة الأوسكار لأفضل ممثل مساعد، عن عمل: طارد الأرواح الشريرة (1973).

## وصلات خارجية
- جايسون ميلر على موقع IMDb (الإنجليزية)
- جايسون ميلر على موقع ألو سيني (الفرنسية)
- جايسون ميلر على موقع أول موفي (الإنجليزية)
- جايسون ميلر على موقع قاعدة بيانات برودواي على الإنترنت (الإنجليزية)
- جايسون ميلر على موقع قاعدة بيانات الأفلام السويدية (السويدية)
- جايسون ميلر على موقع إن إن دي بي (الإنجليزية)
- جايسون ميلر على موقع قاعدة بيانات الفيلم (الإنجليزية)
- جايسون ميلر على موقع كينوبويسك (الروسية)